# Antoinette Saint-Huberty
Antoinette Saint-Huberty nom de naixença Anne-Antoinette-Cécile Clavel (Estrasburg, 15 de desembre de 1756 - assassinada a Barnes, Londres, 22 de juliol de 1812) fou una soprano francesa.
Filla d'un músic al servei de l'elector de la Baviera, amb el seu pare anà a Varsòvia, i allà el compositor Jean-Baptiste Le Moyne, que dirigia una companyia lírica francesa la va fer debutar en el teatre el 1770 amb la seva petita òpera Le bouquet de Colette. Després es traslladà a Berlín, on va contraure matrimoni amb un tal de Croisy; després restà contractada en un teatre d'Estrasburg la seva vila natal, on actuà uns tres anys, i, per a fi, passà a l'Òpera de París, debutant amb l'òpera Armide de Gluck, en la interpretà un rol secundari. Des de llavors figurà en els cartells amb el nom de Saint-Huberty.
En retirar-se de l'escena la jove soprano Sophie Arnould, començà realment a brillar el talent de la també jove cantant, talent que ja havia reconegut el mateix Gluck, en mig dels defectes que posseïa l'artista, i els consells que li'n donà el gran compositor li serviren molt per a perfeccionar-se en la seva carrera. Creà rols molt diferents, i es va distingir principalment a Ariadne auf Naxos, també a L'embarras des richesses i altres obres, que serviren per mostrar la ductilitat del seu temperament artístic. El paper de Dido en l'òpera de Niccolò Piccinni afirmà la seva reputació i li valgué els elogis de tots els crítics. Ferida en el seu amor propi en veure's arraconada per altres artistes de menys vàlua, es retirà de l'escena el 1789.
Feia temps que era l'amant del comte d'Entraigues, membre de l'Assemblea constituent, amb el qual emigrà a Lausana el 1790 i aquest mateix any es van casar. Antoinette acceptà amb entusiasme les idees polítiques del seu marit, que va ajudar valerosament, facilitant-li el 1797 la fugida de Milà, on el comte es trobava empresonat per ordre de Napoleó Bonaparte. Residien successivament, ambdós conjugues a Viena, Graz i Anglaterra. El comte actuava, segons sembla, d'agent secret de Rússia. Palesa que Saint-Huberty restà mesclada en fosques intrigues de caràcter polític. Quan s'estaven a una casa de camp als voltants de Londres, Saint-Huberty i el seu espòs foren assassinats per un dels seus servents, que havia estat pagat per algú per a tal fi. De totes maneres, els motius reals del crim no es posaren mai en clar.